# Sant’Ambrogio di Torino
Sant’Ambrogio di Torino (piemontesisch Sant Ambreus) ist eine Gemeinde in der italienischen Metropolitanstadt Turin (TO), Region Piemont. Sie ist Mitglied in der Bergkommune Comunità Montana Bassa Valle di Susa e Val Cenischia.

## Lage und Einwohner
Sant’Ambrogio liegt am östlichen Talausgang des Susatals, etwa 25 Kilometer westlich von Turin. Die Gemeinde hat eine Fläche von 8,59 km² und hat 4538 Einwohner (Stand 31. Dezember 2023). 
Die Nachbargemeinden sind Caprie, Villar Dora, Chiusa di San Michele, Avigliana und Valgioie.

## Geschichte
Sant'Ambrogio di Torino bewahrt zahlreiche mittelalterliche Gebäude, darunter der Abteipalast und der mittelalterliche (1176) sowie der viereckige Mauerbau aus dem 13. Jahrhundert. Der im 13. Jahrhundert erbaute Palazzo del Feudo di Sant'Ambrogio wurde im 18. Jahrhundert erweitert. Der Glockenturm von Sant'Ambrogio stammt aus dem 11. Jahrhundert, der Stadtturm  und der Mauerturm aus dem 13. Jahrhundert. Zu den jüngeren Gebäuden gehören der Palazzo Comunale (1871) an der Piazza XXV Aprile, der Industriekomplex von Maglificio Fratelli Bosio (1871) und das Antiche Mura-Theater (19. Jahrhundert). 
Es gibt zahlreiche religiöse Gebäude in der Gemeinde. Die tausendjährige Abtei Sacra di San Michele wurde zwischen 983 und 987 erbaut. Unterhalb von Borgata San Pietro befindet sich das Heiligtum der Madonna von Fatima. Im Jahr 1715 wurde die der Santa Ana gewidmete Kirche gebaut. Im Jahr 1943 wurde sie das erste italienische Heiligtum der Jungfrau von Fatima. Ferner gibt es die Kirche von San Juan Vicente des Architekten Bernardo Vittone aus dem Jahre 1763, die Kirche von San Rocco aus dem 17. Jahrhundert, heute San Rocco Cultural Center, und die Kirche unserer lieben Frau der Gnade von 1720. Die Ruine der Kirche von San Pietro aus dem 11. Jahrhundert befindet sich im Stadtteil San Pietro.
Das Historische Archiv der Gemeinde Sant'Ambrogio di Torino bewahrt Dokumente aus dem Jahr 1553.
Das Archiv der Pfarrei San Giovanni Vincenzo beginnt im Jahr 1580, als die Pfarrei von der Sacra di San Michele unabhängig wurde.
Seit 1810 hat die Pfarrei von San Giovanni Vincenzo in Sant'Ambrogio di Torino, für die Erhaltung des Breviary von San Michele della Chiusa, ein liturgischer Text von 1315 in zwei Bänden gesorgt, der den jährlichen Zyklus von Gebeten der zeigt Mönche Sacra di San Michele, und enthaltend Teile Melodien, die mit für dieses Kloster typischen Anmerkungen, mit Formen gesungen sind, die nicht in gregorianischen Texten anderer Kloster gefunden sind.

## Sehenswürdigkeiten
Teilweise liegt das ehemalige Kloster Sacra di San Michele auf dem Gebiet des Ortes.

## Partnerschaften
Die Gemeinde ist mit den gleichnamigen italienischen Gemeinden 
- Sant’Ambrogio sul Garigliano in Latium
- Sant’Ambrogio di Valpolicella in Venetien

partnerschaftlich verbunden.

## Söhne und Töchter des Ortes
- Renato Boccardo (* 1952), römisch-katholischer Erzbischof

## Bildgalerie

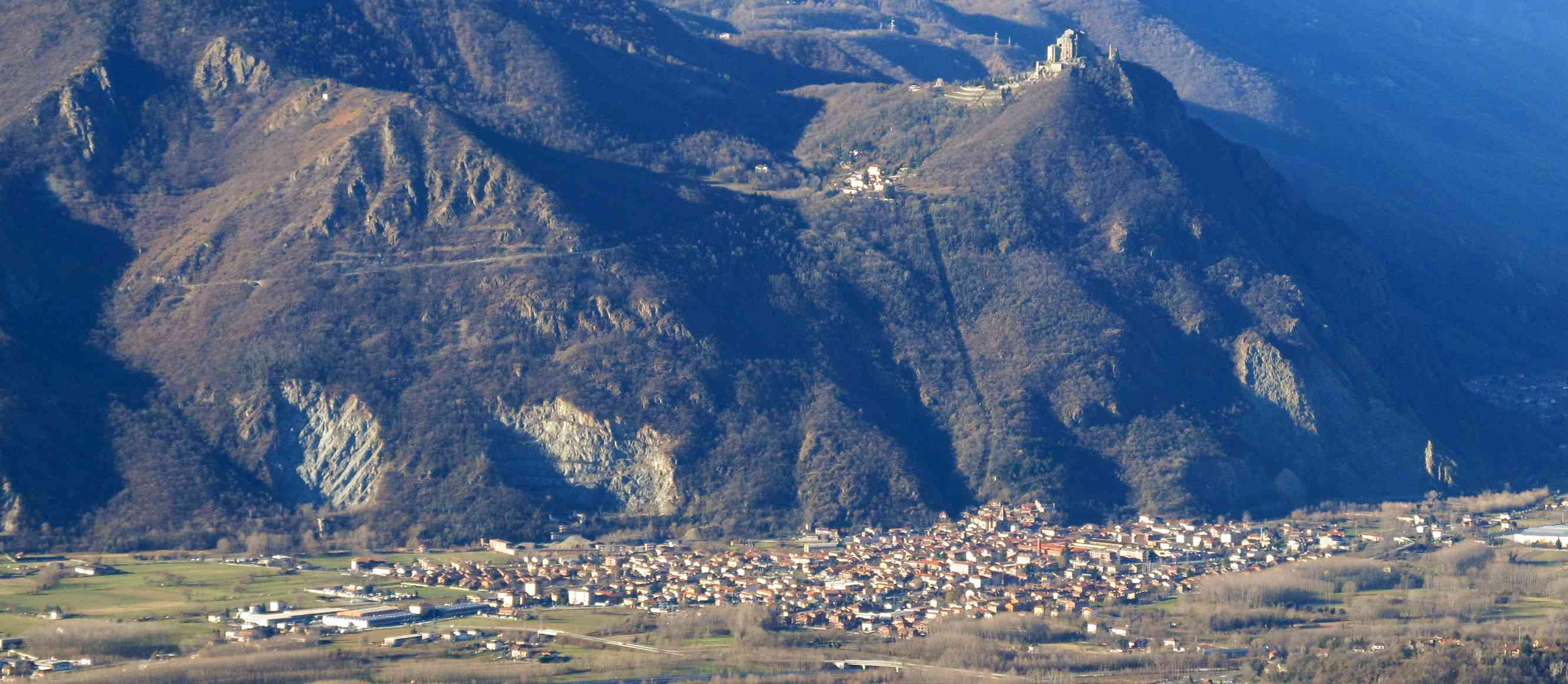
Panorama von Monte Musinè
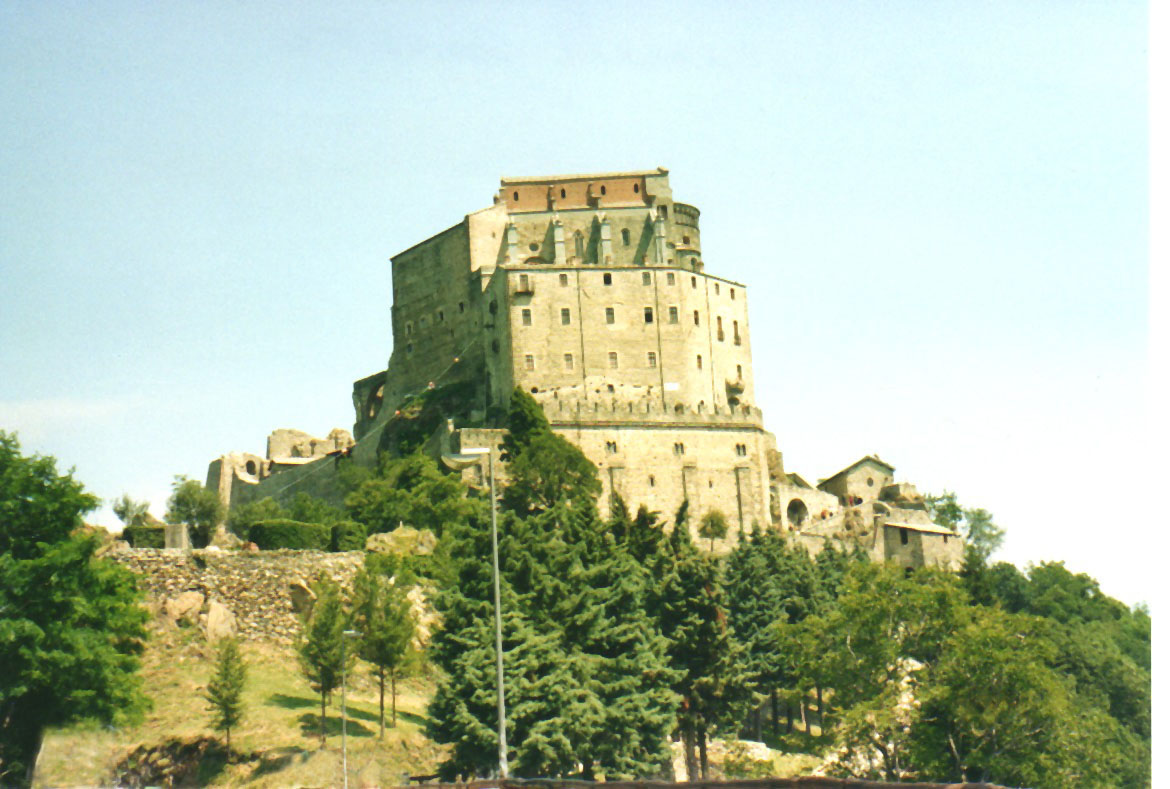
Via Umberto I (städtische Hauptstraße) in Sant'Ambrogio di Torino
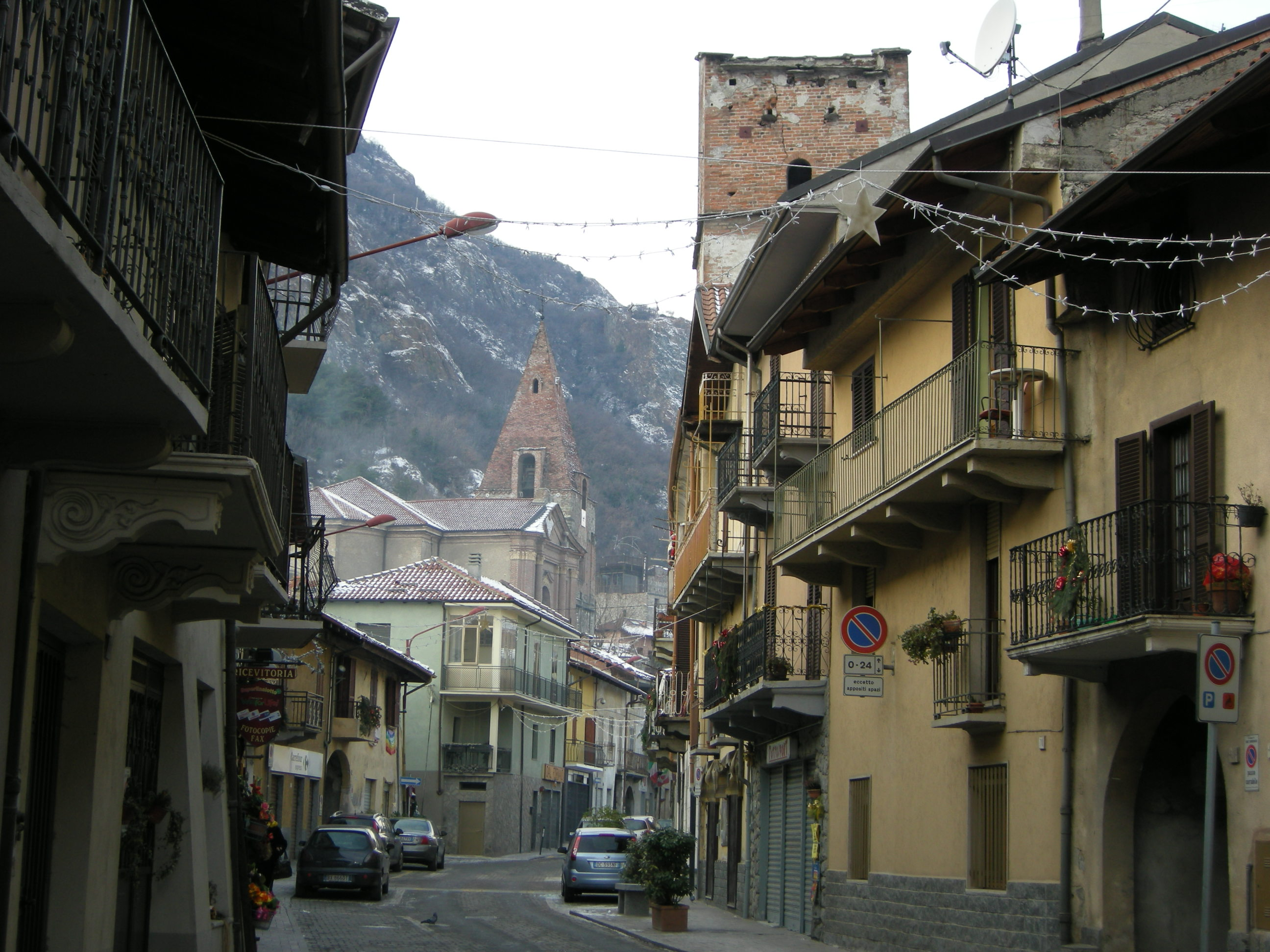
Via Umberto I (städtische Hauptstraße) in Sant'Ambrogio di Torino
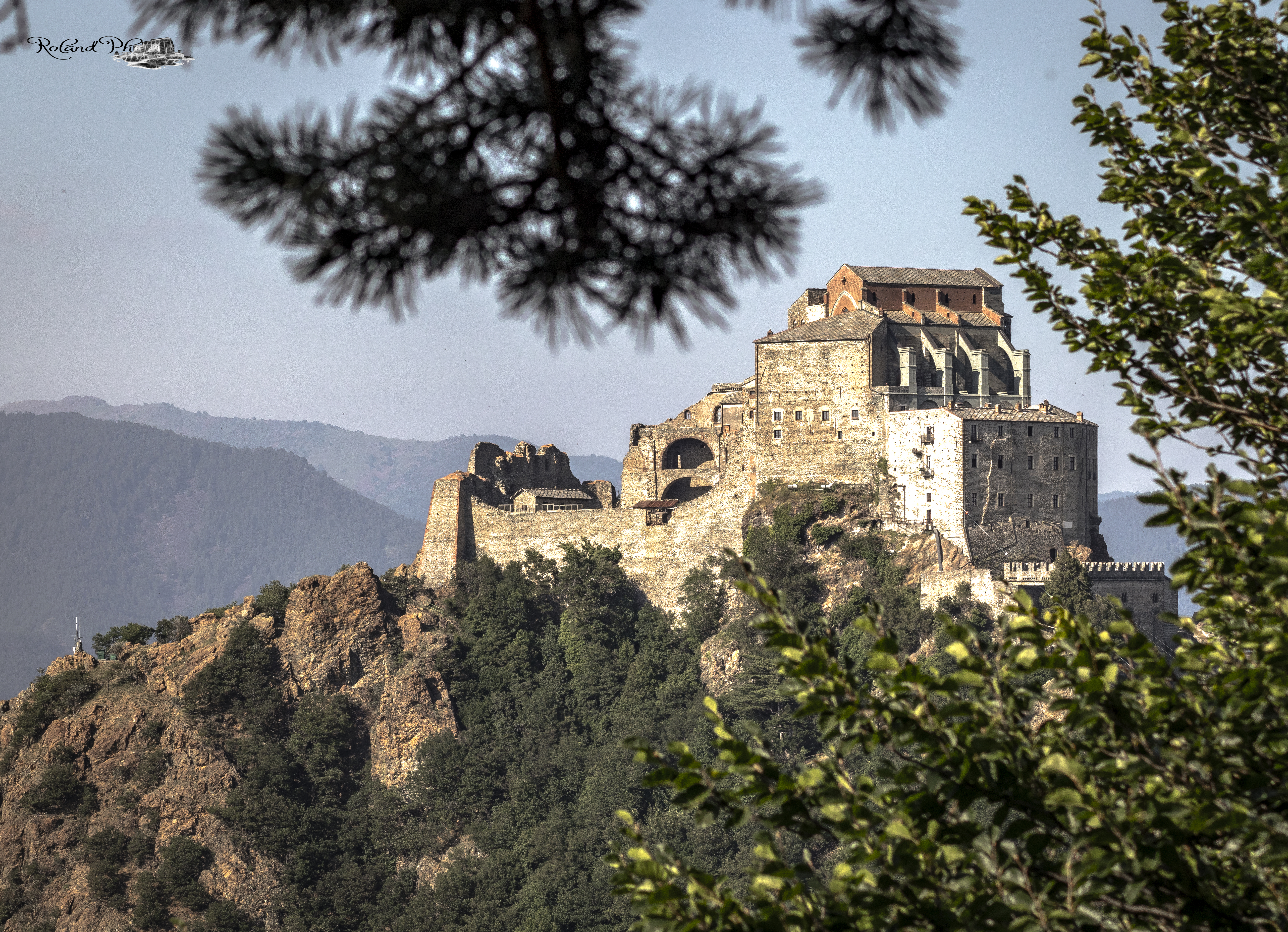
Sacra di San Michele
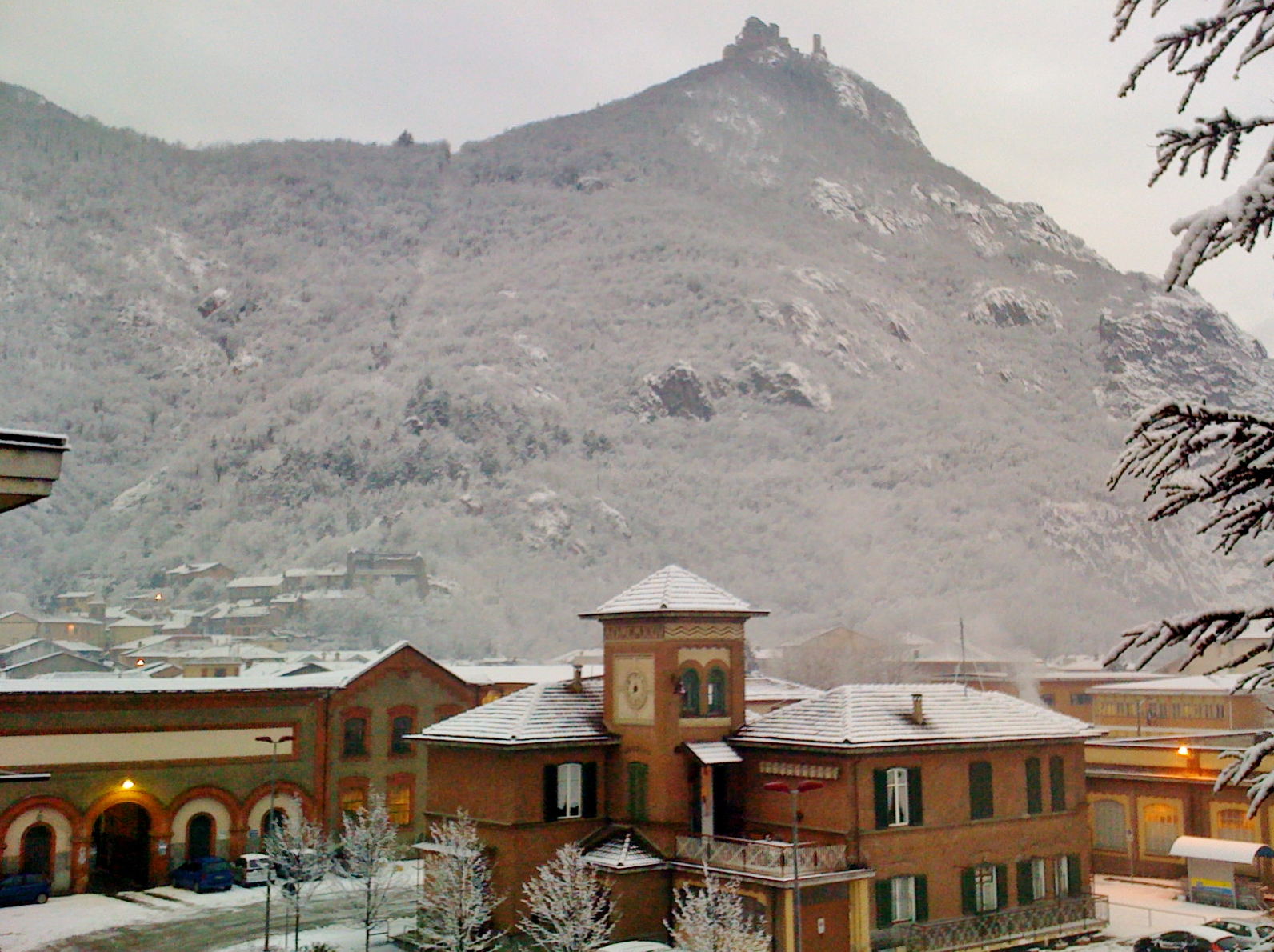
Sant'Ambrogio di Torino Winterpanorama mit dem Sacra di San Michele